# Leopold Winter (františkán)
Leopold Winter (1705/1706–1775) byl německý františkán působící v české františkánské provincii. Pocházel z Hostinného a jistě přímo v rodném městě se seznámil prostřednictvím místního kláštera s františkány. Ve svých 18 let složil v lednu 1724 řeholní sliby. Přinejmenším od 40. let 18. století pobýval především v konventu v Moravské Třebové. V letech 1743–1744 zde působil jako kazatel. Následující čtyři léta možná pobýval v jiném klášteře, v letech 1748–1749 je ale opět doložen v Třebové, tentokrát jako magistr noviců (novicmistr). Obliba, povaha i znalost místního prostředí pak jistě vedla řeholníky shromážděné na provinční kapitule v Praze v září 1750 k Winterovu jmenování kvardiánem třebovského kláštera. Po několikaleté přestávce byl místním představeným opět v letech 1755 až 1757. Jako kvardián ale Leopold Winter na místní novice nezapomněl a například mezi dalšími získanými prostředky pro konvent roku 1751 zařídil u knížete Josefa Václava z Lichtenštejna pravidelný roční příspěvek (almužnu) pro noviciát.
Provinční kapitula českých františkánů shromážděná roku 1759 v Olomouci zvolila Wintera definitorem - členem definitoria, tj. čtyřčlenného sboru bratří podílejících se na vedení provincie. Členem definitoria by byl jen do roku 1762, tehdy byl ale na následující kapitule jmenován definitorem habituálním (doživotním). Přitom stále pobýval v Moravské Třebové. V blíže neznámém období a klášteře byl rovněž zpovědníkem řeholních sester františkánek nebo klarisek. Roku 1762 byl Leopold Winter opět oficiálně ustanoven do funkce magistra noviců v třebovském klášteře. Jak se noviciát rozrůstal, působili v něm od roku 1763 novicmistři dva – jeden pro řeholní laiky a druhý pro kleriky. Winter vedl nejprve kleriky (1763) a po tříleté přestávce pak laické bratry (1766–1771).
V tomto období, konkrétně roku 1767 si Winter zapsal německý výklad Řehole sv. Františka Kurtze Auslegung oder Erklärung über die Regel des heiligen Seraphirischen Vaters Francisci.
Winterova zřejmě kvalitní příprava bratří na řeholní sliby neušla pozornosti kléru v okolí Třebové. Když svitavský rodák František Mikuláš Hancke, farář v dnešní Kamenné Horce (německy Hermersdorf) daroval v 50. a 60. letech 18. století knihy do třebovské františkánské bibliotéky, neopomenul ani jmenovitě na kazatele a novicmistra Wintera a část svazků věnoval přímo jemu.
Františkán Leopold Winter, dle třebovské klášterní kroniky „velmi vzorový a pokojný muž“, zemřel po necelých padesáti letech strávených v řeholním řádu 18. prosince 1775 v Moravské Třebové. Pohřben byl, zřejmě jako jeden z posledních františkánů, v kryptě místního klášterního kostela svatého Josefa.